# On the Quiet

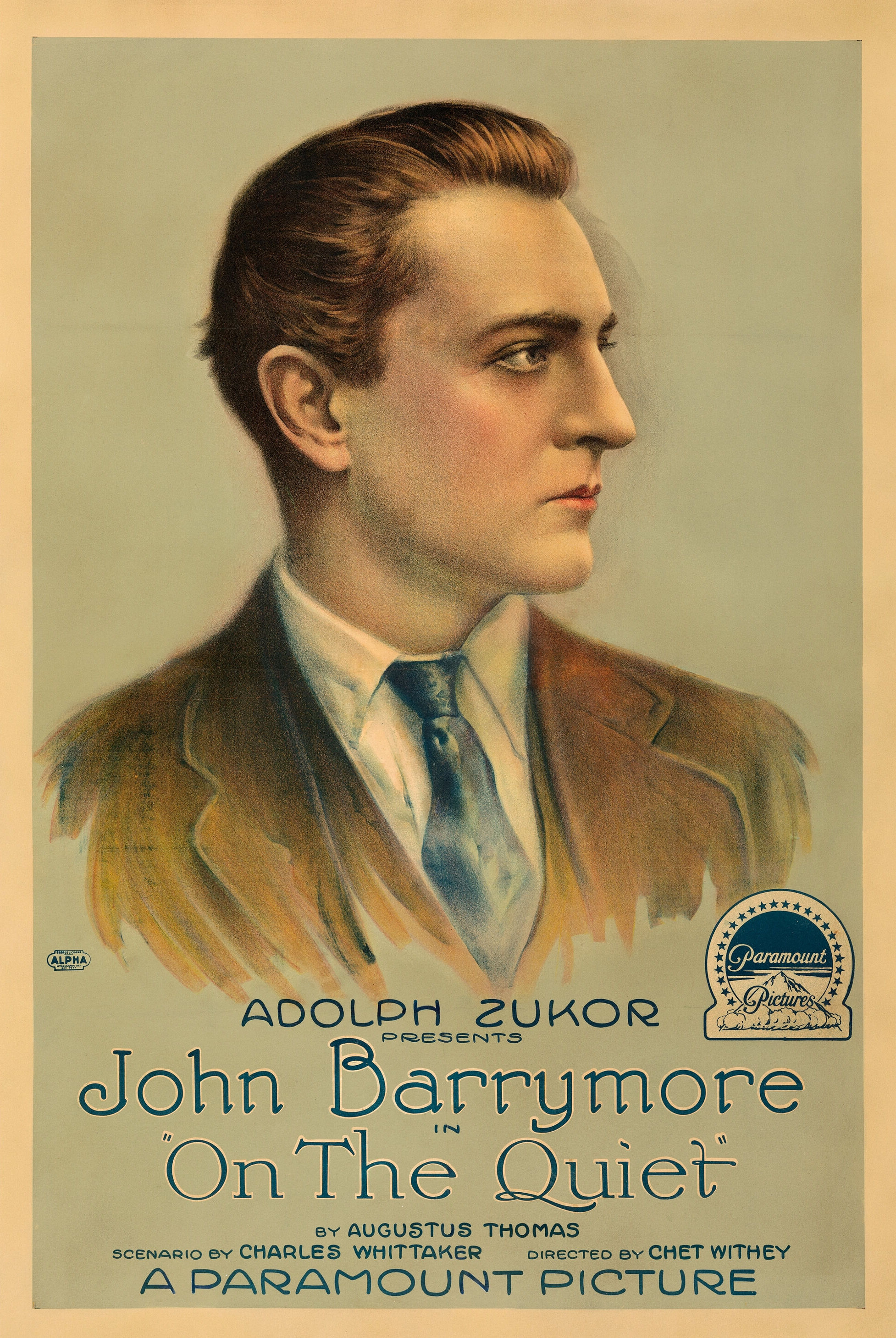
A film plakátja

Az On the Quiet („Titokban”) egy elveszett  1918-as amerikai némavígjáték, amelyet a Famous Players–Lasky forgatott és a Paramount Pictures adott ki. Chester Withey rendezte, a főszerepben pedig John Barrymore játszott. Az eredeti, 1901-es színdarabon alapuló filmet Augustus Thomas írta, és William Collier, Sr. népszerű filmremekeként vált ismertté.

## Cselekmény
Egy akkori filmes magazinban (Exhibitor's Delight) leírtak szerint  Robert Ridgway (Barrymore) szerelmes Agnes Coltba (Meredith), de testvére, aki a családja birtokának tulajdonosa, tiltakozik Robert vad ambíciói ellen. Titokban összeházasodnak, majd Robert visszamegy az egyetemre, és megígéri, hogy mostantól jó lesz. Ágnes nővére féltékeny a férjére, egy hercegre, és hogy próbára tegye szerelmüket, a herceg partit rendez Robert szobájában. Ágnes meglátogatja Robertet, miközben a buli zajlik, és amikor bátyja észreveszi a távollétét, elmegy megkeresni. Robert és Agnes egy tengeri mentőállomásra menekülnek, búvársisakot öltenek és elrejtőznek a tenger fenekén. Eközben McGeachy (Belcher), aki tanú volt az esküvőn, mindent elmagyaráz.

## Szereposztás
- John Barrymore, Robert Ridgway szerepében
- Lois Meredith, Agnes Colt szerepében
- Frank Losee, Ridgway bíró szerepében
- JW Johnston, Horace Colt szerepében
- Alfred Hickman, Hix szerepében
- Helen Greene, Ethel Colt szerepében
- Cyril Chadwick, Carbonddale hercege szerepében
- Frank Belcher, McGeachy szerepében
- Nan Christy és Dell Boone, a kórista lányok szerepeiben
- Dan Mason, a jegyző szerepében
- Frank Hilton, a titkár szerepében
- Otto Okuga, egy inas szerepében
- Louise Lee, egy szobalány szerepében

## Fordítás
Ez a szócikk részben vagy egészben  az   On the Quiet című angol Wikipédia-szócikk ezen változatának fordításán alapul.  Az eredeti cikk szerkesztőit annak laptörténete sorolja fel. Ez a jelzés csupán a megfogalmazás eredetét és a szerzői jogokat jelzi, nem szolgál a cikkben szereplő információk forrásmegjelöléseként.